# Brotomys voratus
Гаїтянський їстівний щур (Brotomys voratus) — зниклий вид гризунів родини щетинцевих.
Проживав на острові Гаїті. Населяв субтропічні або тропічні вологі рівнинні ліси. Відомий лише по опису іспанського історика та губернатора Санто-Домінго Гонсало Фернандес де Ов'єдо, який жив на острові з 1536 по 1546 р. Цей вид зник невдовзі після прибуття європейців через ввезення пацюків. На B. voratus полювали індіанці араваки.